# Schwarze Heide (Hannover)

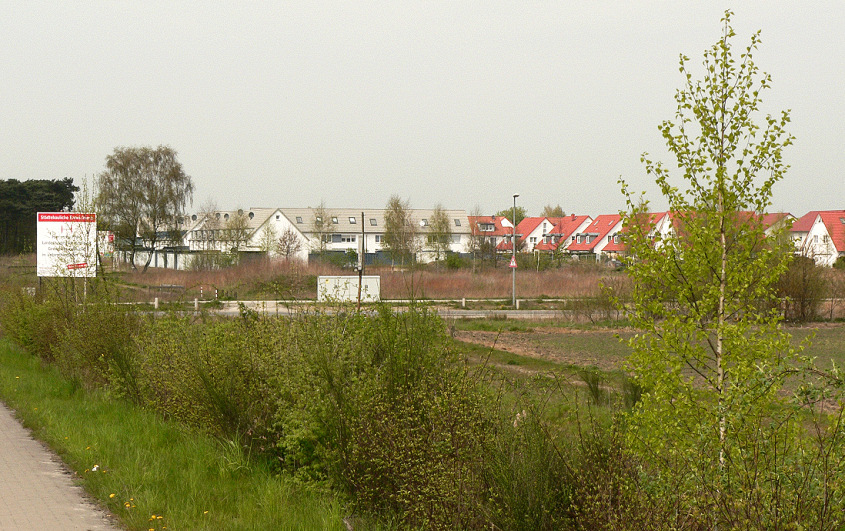
Wohnhäuser der Siedlung Schwarze Heide, 2008

Die Schwarze Heide ist ein Siedlungsgebiet mit rund 1.300 Einwohnern im Stadtteil Hannover-Stöcken.

## Lage
Das Siedlungsgebiet Schwarze Heide liegt geografisch nördlich der Bundesautobahn 2, dem Mittellandkanal und dem Volkswagen-Werk. Nördlich der Siedlung befindet sich das Gemeindegebiet der Stadt Langenhagen mit dem Außenbereich Köllingsmoor und der Ortschaft Engelbostel. Im Osten besteht es aus einem großen Gewerbegebiet, dessen Bebauung 2008 begann. Im Norden besteht ein vollständig erschlossenes Wohngebiet. Dazwischen liegt ein Mischgebiet, in dem sich momentan (2016) u. a. eine Moschee der Ahmadiyya Muslim Jamaat, ein Hotel mit Restaurant und weitere Betriebe befinden.

## Verkehrsanbindung
Die Schwarze Heide liegt verkehrsgünstig an der Autobahn 2. Von Westen her ist die Schwarze Heide über die Abfahrt Hannover-Nordhafen zu erreichen. Außerdem liegt der internationale Flughafen Hannover 4 km, der Hauptbahnhof von Hannover 12 km entfernt. Mit dem öffentlichen Personennahverkehr ist das Gebiet durch eine Bushaltestelle verbunden.

## Einwohner

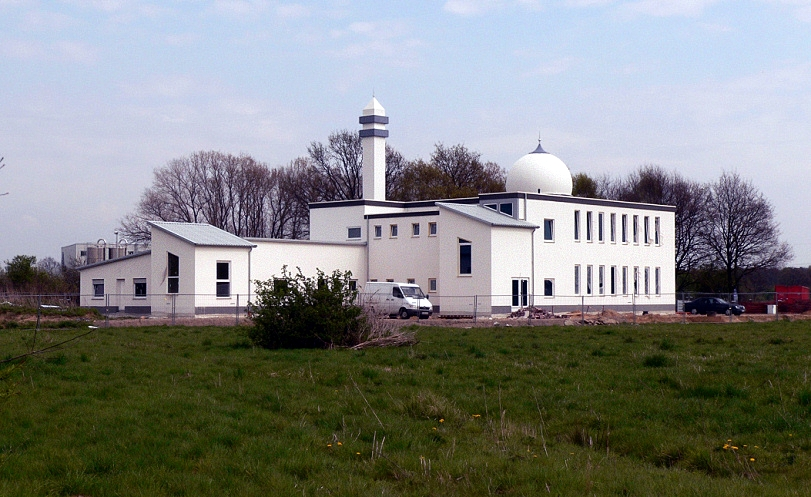
Bait us-Sami am Rande des Siedlungsgebietes

Noch 1995 war die Schwarze Heide lediglich durch kleine Doppelhäuser in fünf Straßenzügen besiedelt. Ab 1996 startete in der Straße Im Roggenfelde ein Bauprojekt rund 40 Reihenhäusern, weitere Projekte folgten. Inzwischen wohnt hier eine multikulturelle Mischung in kleineren Reihenhäusern, mittleren Doppelhäusern und recht großen Einfamilienhäusern.
Etwa 200 Meter von der Siedlungsgrenze entfernt erbaute von 2005 bis 2008 die Religionsgemeinschaft Ahmadiyya Muslim Jamaat ihr Bait us-Sami (dt. Haus des Allhörenden).